# 拌
拌，粵語稱撈（音：lou1），是一種準備食物的方法，做法是把醬料與其他食物材料拌勻。拌這種方法常用於澱粉質食物身上，例如麵、檬粉、飯等，亦有用於涼菜和非熟食如沙拉、涼拌、魚生等。

## 以拌製作的菜式
- 拌麵
- 魚翅撈飯
- 豬油拌飯
- 撈起魚生
- 沙拉